# Rezerwat przyrody Babski Las
Rezerwat przyrody Babski Las – rezerwat przyrody o powierzchni 112,40 ha położony w gminie Przyrów (województwo śląskie), częściowo na terenie Parku Krajobrazowego Stawki. 
Rezerwat obejmuje obszar leśny z rzadkim w województwie śląskim i niespotykanym w jego północnej części borem jodłowym oraz zabagnionymi olsami. Ponadto na jego obszarze występują także stare dęby szypułkowe o rozmiarach pomnikowych. W rezerwacie obecne są rzadkie gatunki grzybów, roślin i zwierząt m.in.: goryczka wąskolistna, gnieźnik leśny, widłak jałowcowaty, rzekotka drzewna, padalec, żmija zygzakowata, bielik i sóweczka, a gniazdują na nim bocian czarny, dzięcioł średni.
Dla rezerwatu utworzono otulinę o powierzchni 310,96 ha.